# Fillingham
Fillingham – wieś w Anglii, w hrabstwie Lincolnshire, w dystrykcie West Lindsey. Leży 15 km na północ od Lincoln i 208 km na północ od Londynu.